# Berle (Norwegia)
Berle – wieś w zachodniej Norwegii, w okręgu Sogn og Fjordane, w gminie Bremanger. Miejscowość leży na południowej stronie wyspy Bremangerlandet, nad fiordem Berlepollen. W pobliżu Berle leżą miejscowości: Skarstein, Oldeide i Kalvåg. Od centrum administracyjnego gminy w Svelgen wieś dzieli odległość około 38 km. 
W 2001 roku wieś liczyła 135 mieszkańców.
W Berle znajduje się kościół, wybudowany w 1977 roku. W odległości około 7 km od wsi znajduje się klif Hornelen - wysokość 860 m n.p.m. nazywany najwyższym klifem w północnej Europie

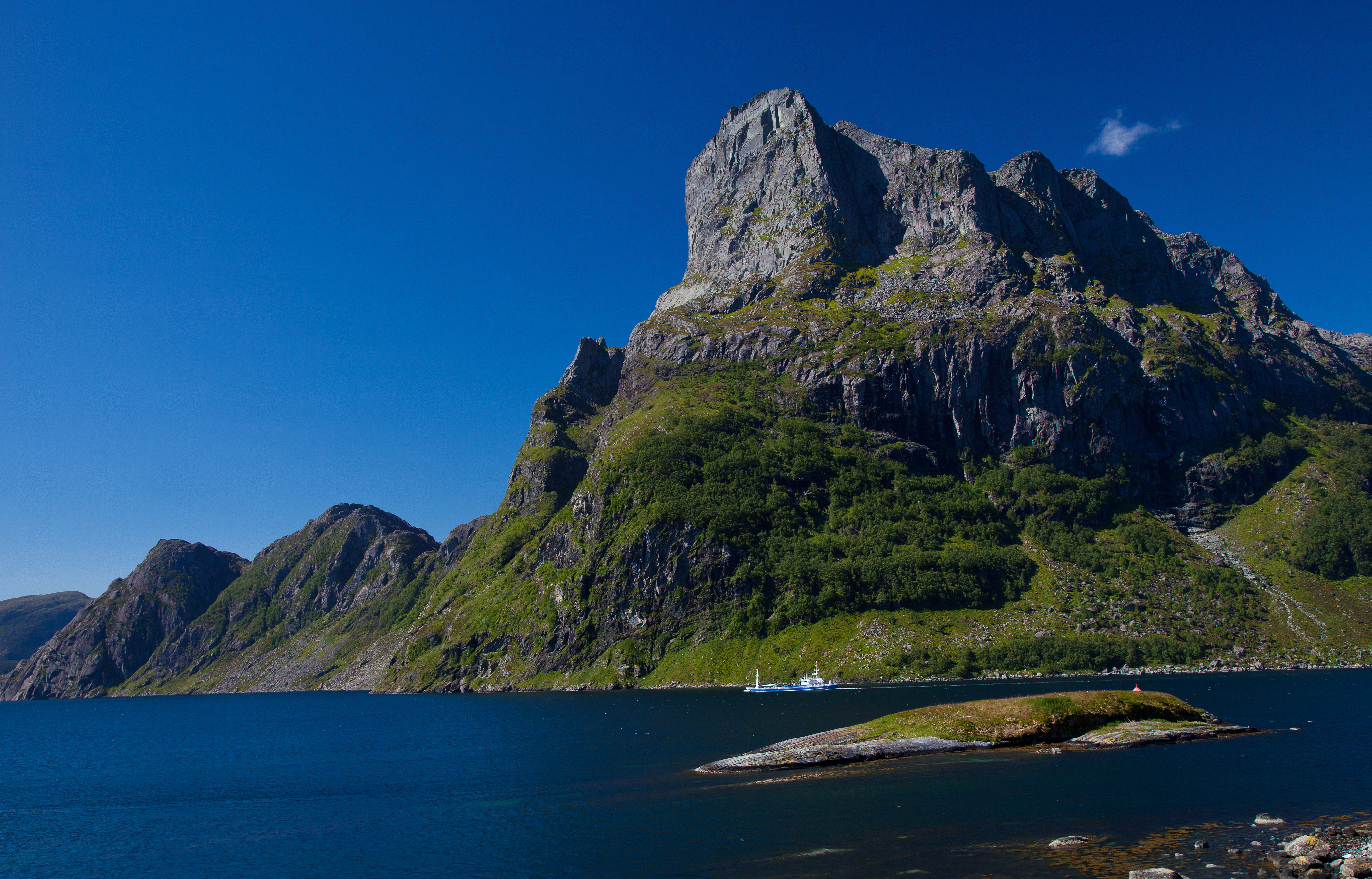
Klif Hornelen